# رژه نظامی

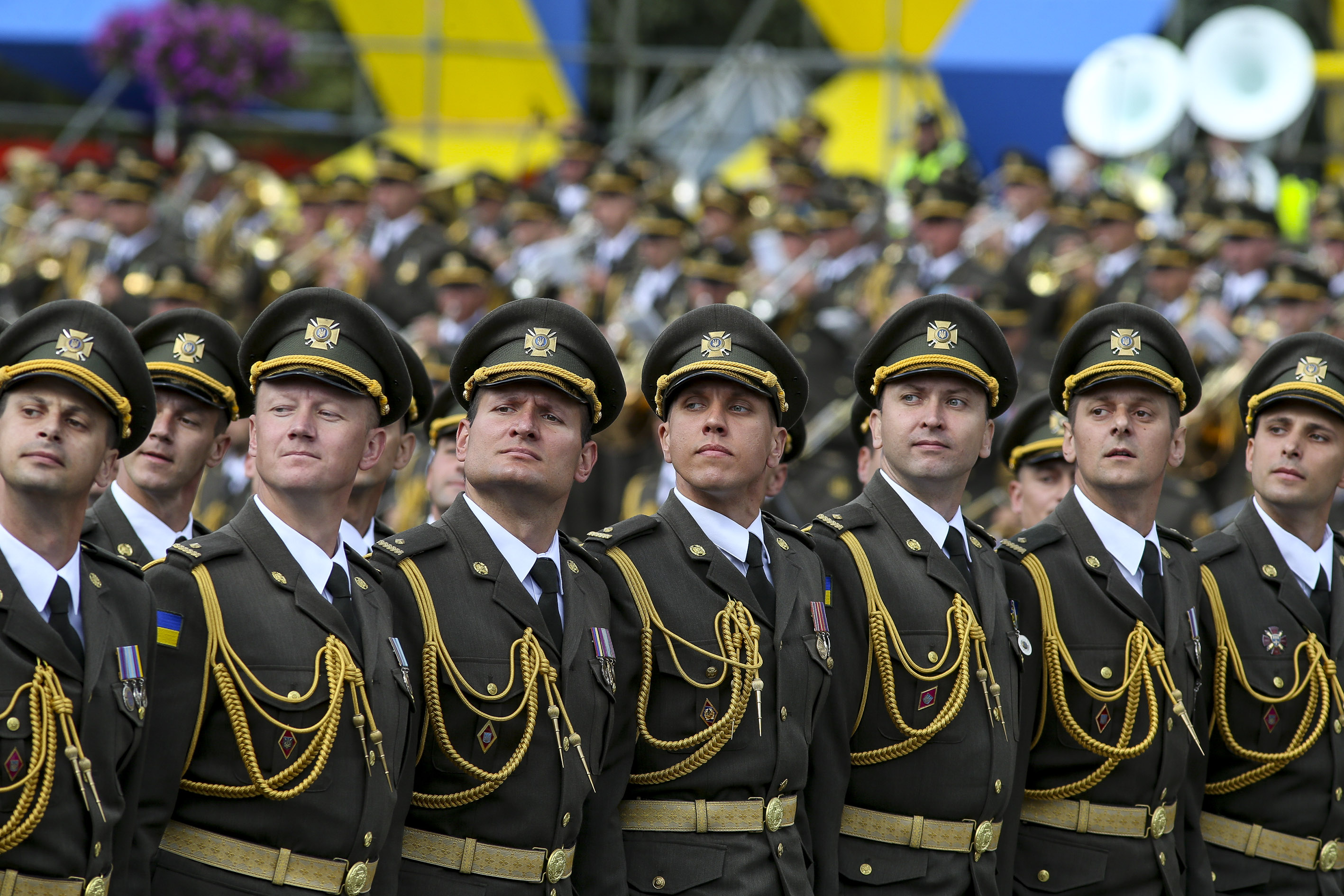
رژه نظامی روز استقلال اوکراین در کیف

رژه نظامی (به انگلیسی: Military parade) نوعی از صف‌آرایی سربازان است که حرکت صفوف به‌هم پیوسته و محدود آن‌ها به صورت سواره‌نظام یا راهپیمایی نظامیان انجام می‌شود. رژه نظامی امروزه تقریباً به‌طور کامل تشریفاتی است، هرچند سربازان از زمان‌های بسیار قدیم تا اواخر قرن نوزدهم میلادی صف‌آرایی می‌کردند. رژه‌های عظیم ممکن است برای اهداف تبلیغاتی نقش مهمی داشته باشند و برای نشان دادن قدرت نظامی ظاهری یک ملت استفاده شوند.